# Karlshamn
För andra betydelser, se Karlshamn (olika betydelser).

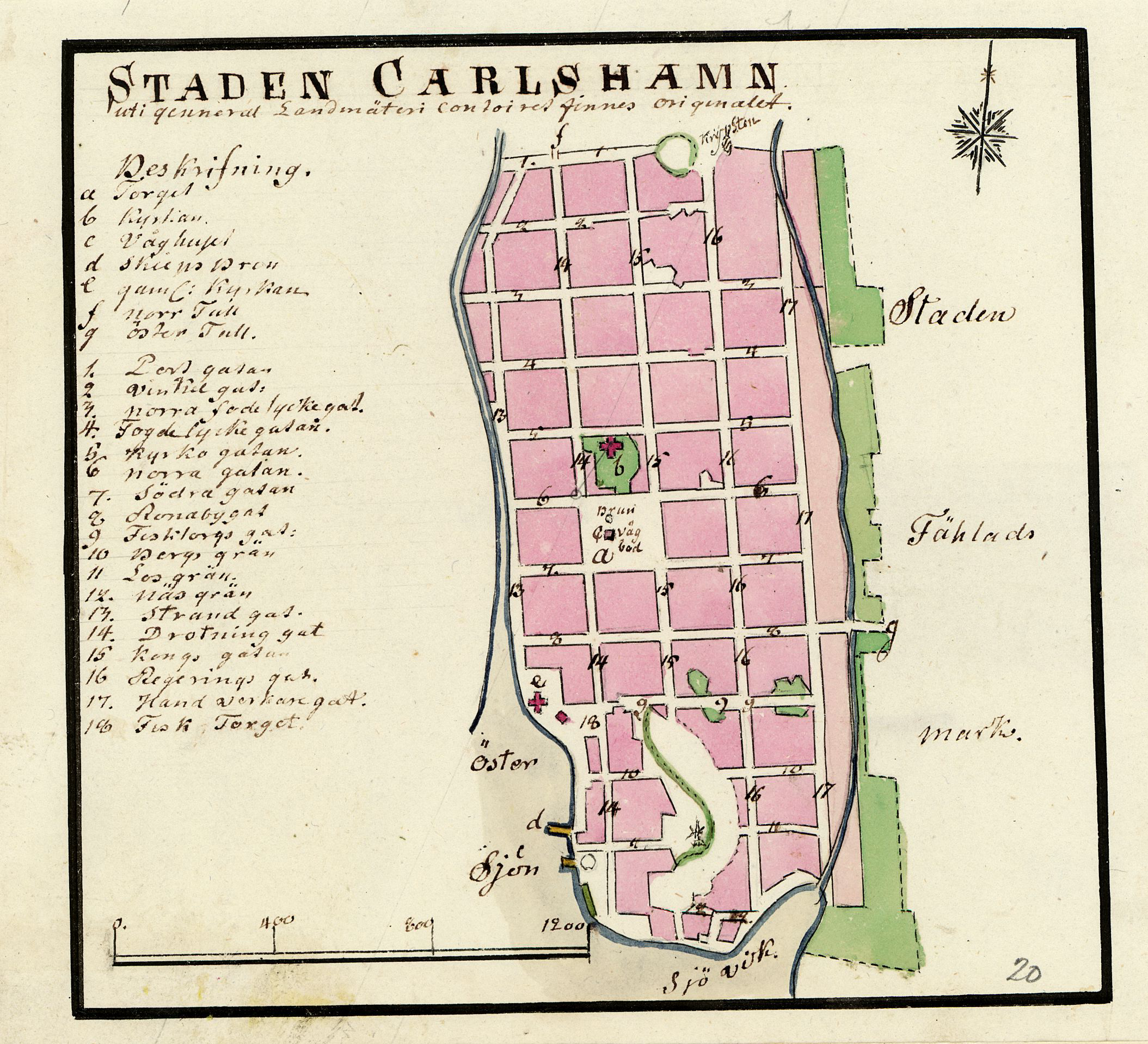
Karta över Karlshamn från 1790-talet

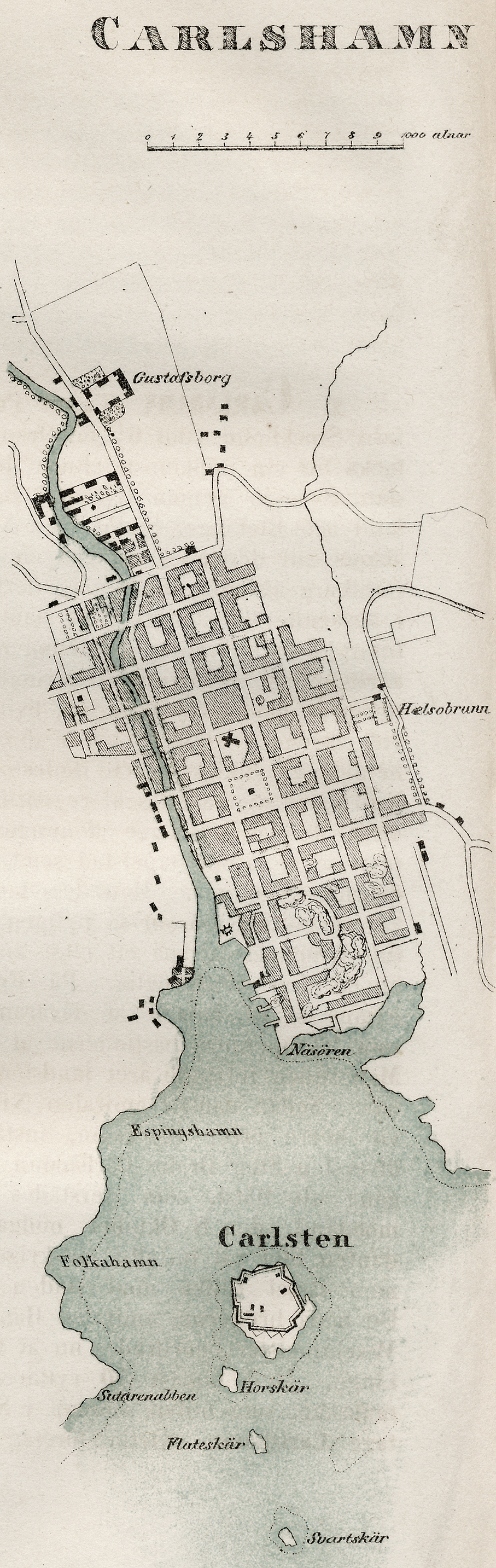
Karlshamn på 1850-talet.

Karlshamn är en tätort och centralort i Karlshamns kommun i Blekinge län.

## Historia

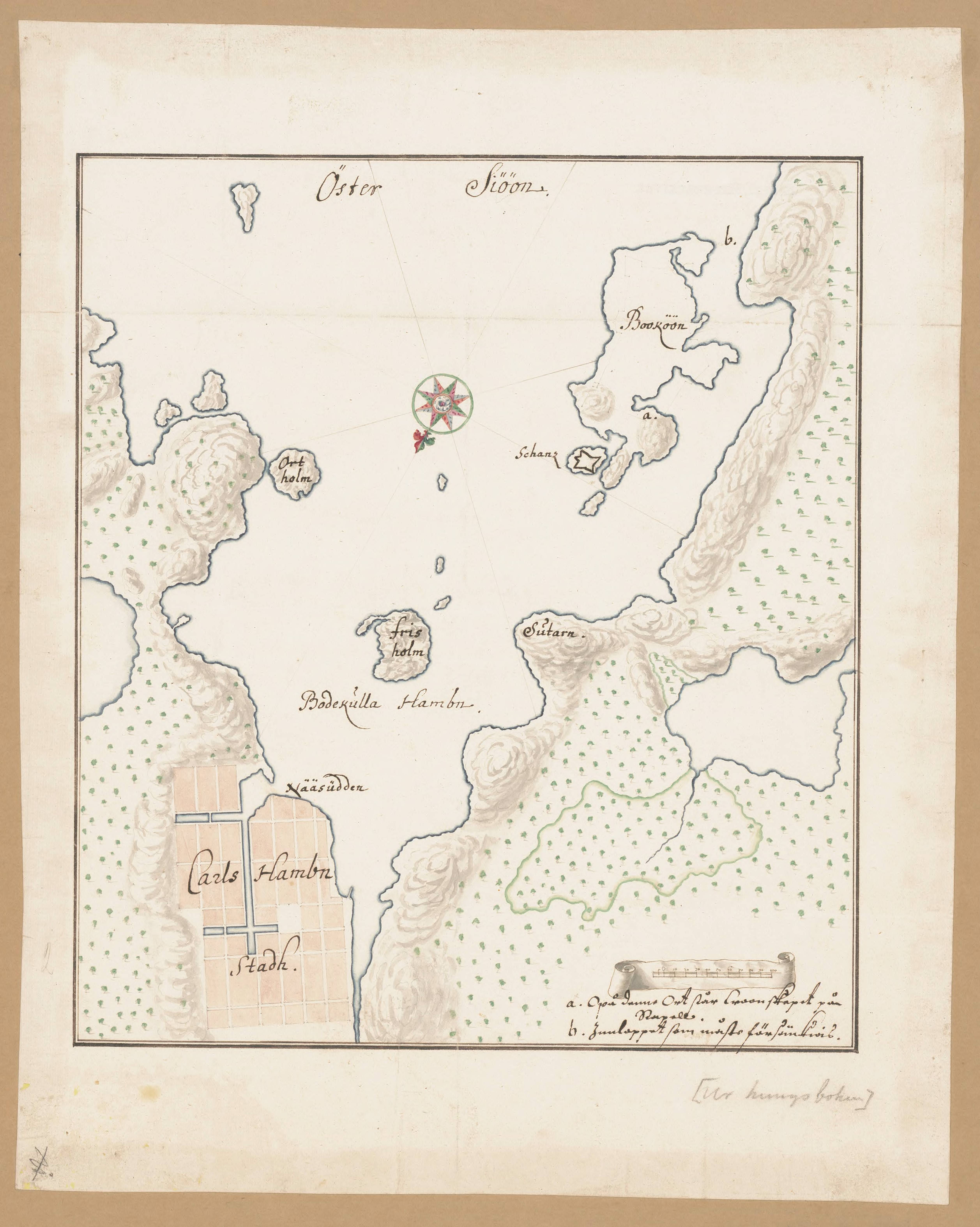
Karta över Karlshamn, 1675

Karlshamn var från början en dansk utlastningshamn och fiskeläge vid namn Bodekull, eller Bokuld. Efter freden i Roskilde 1658, då Blekinge blev svenskt, besökte den svenske kungen Karl X Gustav ett antal orter i södra Sverige för att välja en plats för en örlogshamn. Efter ett besök i Bodekull gav han 1658 order om att anlägga en stad och en flottbas här på grund av platsens utmärkta läge vid Östersjön. Bodekulls skeppsvarv grundades 1659, men kungens död i februari 1660 kom emellan, och det dröjde till 1664 innan Karlshamn fick stadsprivilegier. År 1666 fick den namnet Karlshamn och 1668 blev den stapelstad.
Staden växte, men utvecklades i skuggan av det också nyanlagda Karlskrona. År 1675 anlades Karlshamns kastell på Frisholmen i stadens hamninlopp för stadens försvar från havet. Innan kastellet blev färdigt, utgjorde en skans på Boön stadens marina försvar.
Stadsplanen uppgjordes av Erik Dahlbergh, som även ritade förslaget till Karlshamns befästande. Under skånska kriget hölls skansen av svenskarna till oktober 1676 då dess befälhavare, överstelöjtnant Carl Adolf Hård, kapitulerade med 400 svenska soldater. Danskarna höll Karlshamn från oktober 1676 till mars 1677 och nedbrändes 1678 av danskarna. År 1710 nedbrändes Karlshamn på nytt av danskarna, och 1710–1711, då pesten härjade i Blekinge dog ungefär hälften av befolkningen. År 1763 lades fyra kvarter i aska och 1790 härjades 20 boningshus och kyrkans klockstapel av eld.
Den goda hamnen och de efter Blekinges förening med Sverige förbättrade landsvägsförbindelserna gjorde Karlshamn till handelsstad för västra Blekinge och stora delar av södra Småland. Under 1700-talet, särskilt sedan Frans Cervin blivit borgmästare 1740, utvecklades Karlshamns handel, sjöfart och industri betydligt. På 1760-talet fanns i Karlshamn skeppsvarv, tobaksfabriker, ylle- och strumpfabrik, färgeri, stärkelsefabrik, repslagerier, såpsjuderier, pappers- och tegelbruk, garveri och flera kvarnar.
Under kontinentalsystemets tid, särskilt 1808–1812, hade Karlshamn en betydande transitohandel med brittiska varor till Tyskland. Under 1840- till 1870-talen, då stora mängder tjära, trä och spannmål fördes ned till Karlshamn från skogsbygden, ända uppifrån Växjötrakten, hade Karlshamns handelshus sin glansperiod.
Genom järnvägarnas tillkomst fick handeln i viss mån en annan karaktär. Medan den tidigare dominerades av några få rika köpmän, blev handeln mer jämnt fördelad. År 1874 invigdes Karlshamn-Vislanda järnväg, som förband staden med Södra stambanan. Nästa bana var Västra Blekinge Järnväg till Sölvesborg 1886 och därefter, 1889, Mellersta Blekinge järnväg till Karlskrona. Alla banorna hade smalspårvidden 1067 mm. Banan mellan kuststäderna bildade Blekinge Kustbanor, idag Blekinge kustbana.
På 1950-talet breddades kustbanan till normalspår. 1957 fick Karlshamn en ny järnvägsstation, dagens Karlshamns station, i ett nytt läge, insprängt vid Pengaberget norr om den dåtida staden. Sedan dess har Karlshamn vuxit ihop med den tidigare kyrbyn Asarum i norr. Och idag ligger stationen snarare i utkanten av stadens centrum.

### Administrativa tillhörigheter
Se även Asarum för historiken av den norra delen av tätorten
Karlshamns stad bröts 1664 ut ur Asarums socken och blev vid kommunreformen 1862 en stadskommun. År 1967 införlivades kringliggande socknar/landskommuner och 1971 uppgick stadskommunen i Karlshamns kommun med Karlshamn som centralort. Tätorten växte 1970 samman med samhället Asarum som numera utgör norra delen av tätorten.
I kyrkligt hänseende har Karlshamn alltid hört till Karlshamns församling, medan Asarum alltid hört till Asarums församling.
Området motsvarande stadskommunen ingick till 1 november 1949 i domkretsen för Karlshamns rådhusrätt, därefter till 1971 i Bräkne och Karlshamns domsagas tingslag. Från 1971 till 2001 ingick orten i Bräkne och Karlshamns domsaga (från 1975 benämnd Karlshamns domsaga) och orten ingår sedan 2001 i Blekinge domsaga.

### Befolkningsutveckling
| Befolkningsutvecklingen i Karlshamn 1960–2020                                                                                     | Befolkningsutvecklingen i Karlshamn 1960–2020 | Befolkningsutvecklingen i Karlshamn 1960–2020 | Befolkningsutvecklingen i Karlshamn 1960–2020 | Befolkningsutvecklingen i Karlshamn 1960–2020 |
| --- | --------------------------------------------- | --------------------------------------------- | --------------------------------------------- | --------------------------------------------- |
| |                                               |                                               |                                               |                                               |
| År |                                               |                                               | Folkmängd                                     | Areal (ha)                                    |
| 1960 | 1960                                          |                                               | 10 841                                        | 383                                           |
| 1965 | 1965                                          |                                               | 12 236                                        | 528                                           |
| 1970 | 1970                                          |                                               | 17 193                                        | 1 046                                         |
| 1975 | 1975                                          |                                               | 17 447                                        |                                               |
| 1980 | 1980                                          |                                               | 17 872                                        |                                               |
| 1990 | 1990                                          |                                               | 18 394                                        | 1 305                                         |
| 1995 | 1995                                          |                                               | 18 671                                        | 1 337                                         |
| 2000 | 2000                                          |                                               | 18 392                                        | 1 342                                         |
| 2005 | 2005                                          |                                               | 18 768                                        | 1 344                                         |
| 2010 | 2010                                          |                                               | 19 075                                        | 1 348                                         |
| 2015 | 2015                                          |                                               | 20 112                                        | 1 655                                         |
| 2020 | 2020                                          |                                               | 20 228                                        | 1 584                                         |
| Anm.: Sammanvuxen med Stärnö 1965, med Asarum 1970 och med Torarp och Nötabråne 2015. 2020 utbrutet Vettekullavägen och Nötabråne |                                               |                                               |                                               |                                               |

## Näringsliv och kommunikationer
Karlshamn ligger där Mieån rinner ut i Östersjön och har en av Sveriges viktigare, djupare och större hamnar. En bilfärjeförbindelse finns till Klaipeda i Litauen. Staden genomkorsas av E22:an och Blekinge kustbana mellan Kristianstad och Karlskrona. Järnvägen trafikeras av Öresundståg och Pågatågen med direktförbindelser till bland annat Köpenhamn och Karlskrona. För att åter koppla ihop banan med Södra stambanan planeras Sydostlänken byggas, med sträckningen Älmhult-Olofström-Karlshamn. Vidare har riksväg 15 mot Halmstad sin start/slutpunkt i staden liksom Riksväg 29 mot Växjö.
I Karlshamn ligger Aarhus Karlshamn (AAK) som tillverkar vegetabiliskt fett för livsmedel och kosmetika. Innan fusionen med Aarhus United hette företaget Karlshamns AB och kallades i folkmun för Sojan. Staden är även känd för sina mejeriprodukter, vilka dock inte tillverkas där längre. Sedan gammalt bär en punsch stadens namn.
1969 startade företaget Scandia Present AB sin verksamhet i Karlshamn. Under 1990-talet köptes företaget upp av Gense och i samband med detta flyttades det mesta av verksamheten till Eskilstuna. Scandia Present AB avregistrerades som företag år 2010. 
Karlshamn har som mest haft åtta konsulat (1866–1880) men har nu blott ett (för Finland, sedan 1933).
Österut längs kusten ligger Hällaryds skärgård.

### Bankväsende
Sparbanken i Karlshamn grundades 1829 och är alltjämt en fristående sparbank. Den har övertagit Föreningsbankens kontor på orten 1998 och ett kortlivat kontor från Sparbanken 1826 år 2014.
År 1858 grundades Filial-Banken i Carlshamn. Filialbanken upphörde den 31 december 1868. Smålands enskilda bank hade ett kontor i Karlshamn, men det drogs in 1869. Under 1860-talet etablerade sig både Kristianstads enskilda bank och Skånes enskilda bank i staden. Dessa hade vid 1910-talets slut uppgått i Svenska Handelsbanken och Skandinaviska banken. Den år 1917 grundade Svenska lantmännens bank hade tidigt kontor i Karlshamn. Dess efterföljare Jordbrukarbanken och senare PKbanken hade också kontor i Karlshamn. År 1974 etablerade sig Götabanken i Karlshamn.
Traditionellt har bankerna i Karlshamn haft sina kontor på Drottninggatan. Nordea har dock flyttat till Televerkets hus på Kungsgatan.

## Sport
I Karlshamns kommun finns fotbollslaget Asarums IF/FK. Damlaget i klubben gick upp i Elitettan år 2017 där de lyckades hålla sig kvar i två säsonger. 
I staden finns fotbollslaget IFK Karlshamn och friidrottsföreningen IF Udd. I Högadal, utanför stadskärnan, finns fotbollsklubben Högadals IS, som spelade i Allsvenskan 1962. En känd spelare från klubben är Erton Fejzullahu. Idrottsplatsen Vägga IP är hemmaplan för IFK Karlshamn och Högadals IS samt för IF Udd. Idrottsplatsens takläktare är byggd i trä och är från 1930-talet. Invid idrottsplatsen finns Väggahallen, där innebandyklubben Carlshamns IBK spelar, och Väggabadet, där Karlshamns simklubb är verksam. Härifrån kommer VM-guldmedaljören Emma Igelström.
Carlshamn Oakleaves spelar amerikansk fotboll på ett gammalt flygfält i Asarum där Karlshamns hundungdom länge också hållit hus.

## Kända personer från Karlshamn
se även Personer från Karlshamn
- Gunnar Adler-Karlsson, professor i samhällsvetenskap
- Tage Ahldén, germanist
- Bengt Bengtsson, museiman
- Karl Bergman, konstnär
- Frans Cervin, borgmästare, lagman och riksdagsledamot
- Git Gay, artist
- Curt Götlin, fotograf
- Emma Igelström, simmare
- Ola Lindholm, programledare
- Johan Petersson, handbollsspelare
- Per Ragnar, skådespelare
- Bingo Rimér, fotograf
- Lars Olsson Smith, industriman och politiker
- Christopher Schröder, borgmästare
- Shellback, musikproducent
- Svante Svenson, byggmästare
- Per Svensson, skådespelare
- Alice Tegnér, tonsättare
- Isabelle Olsson, konståkerska
- Gertrud Håkansson, konstnär

## Bilder

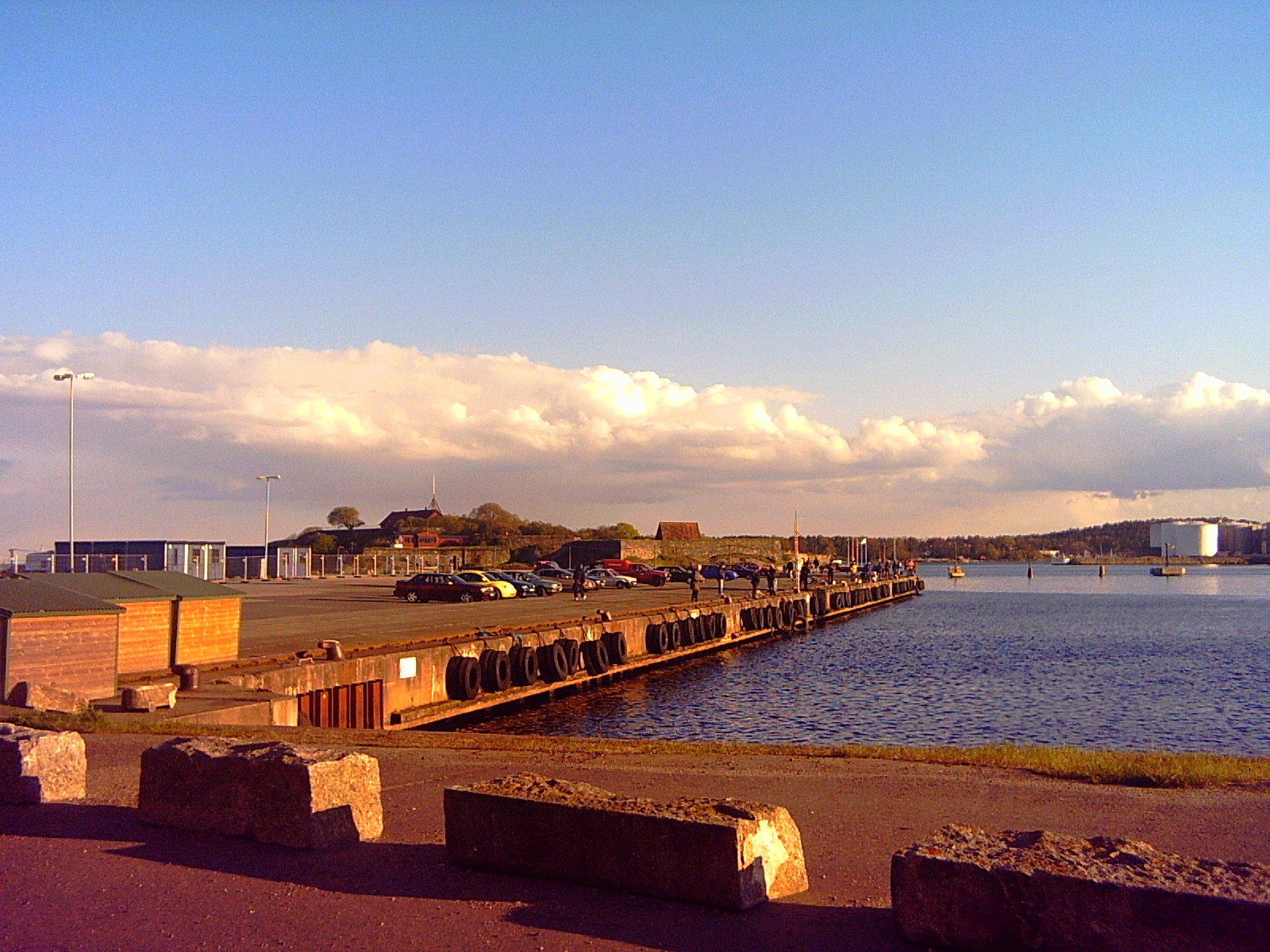
Hamnen i Karlshamn.
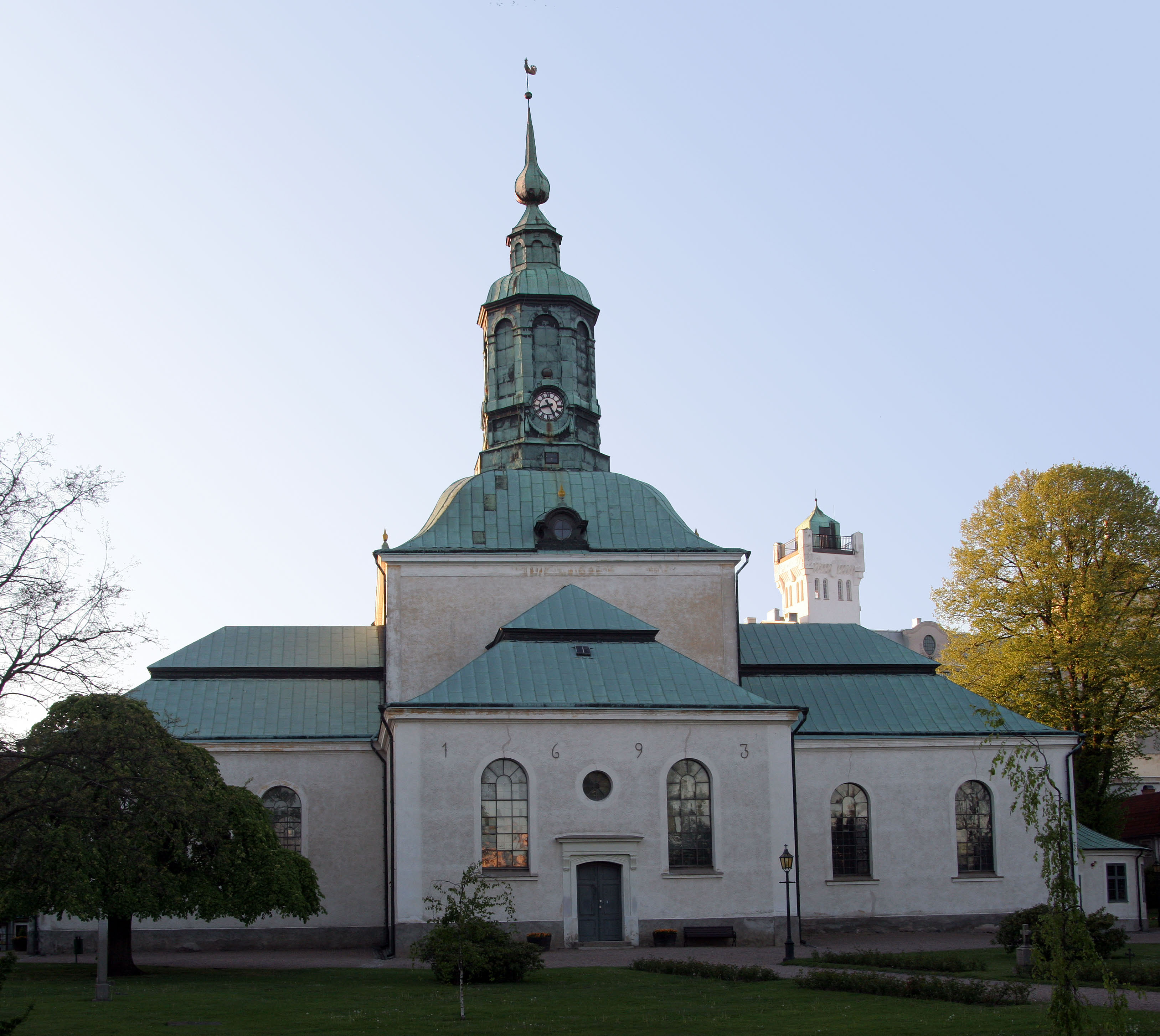
Karlshamns kyrka, invigd 1702.
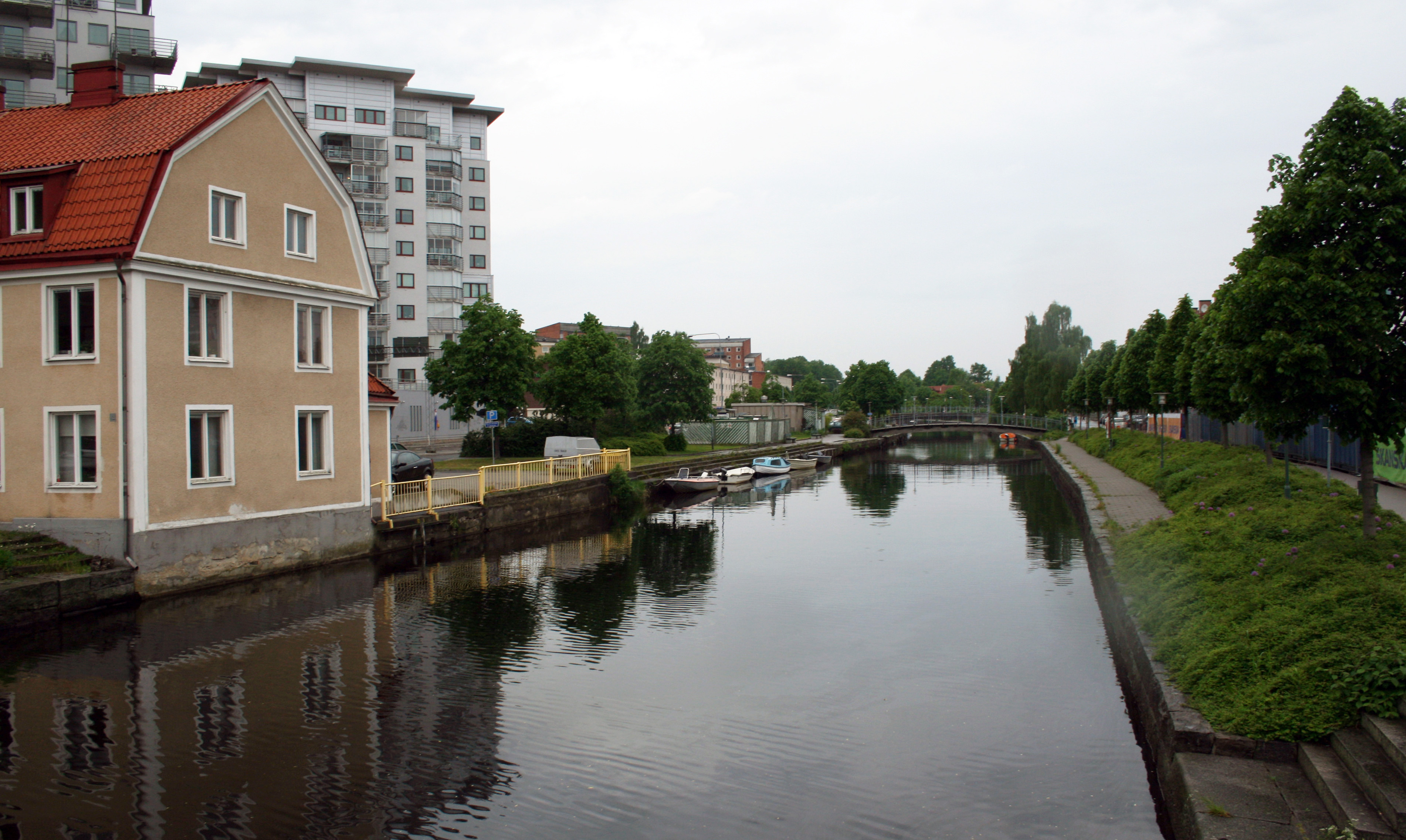
Mieån rinner genom staden.
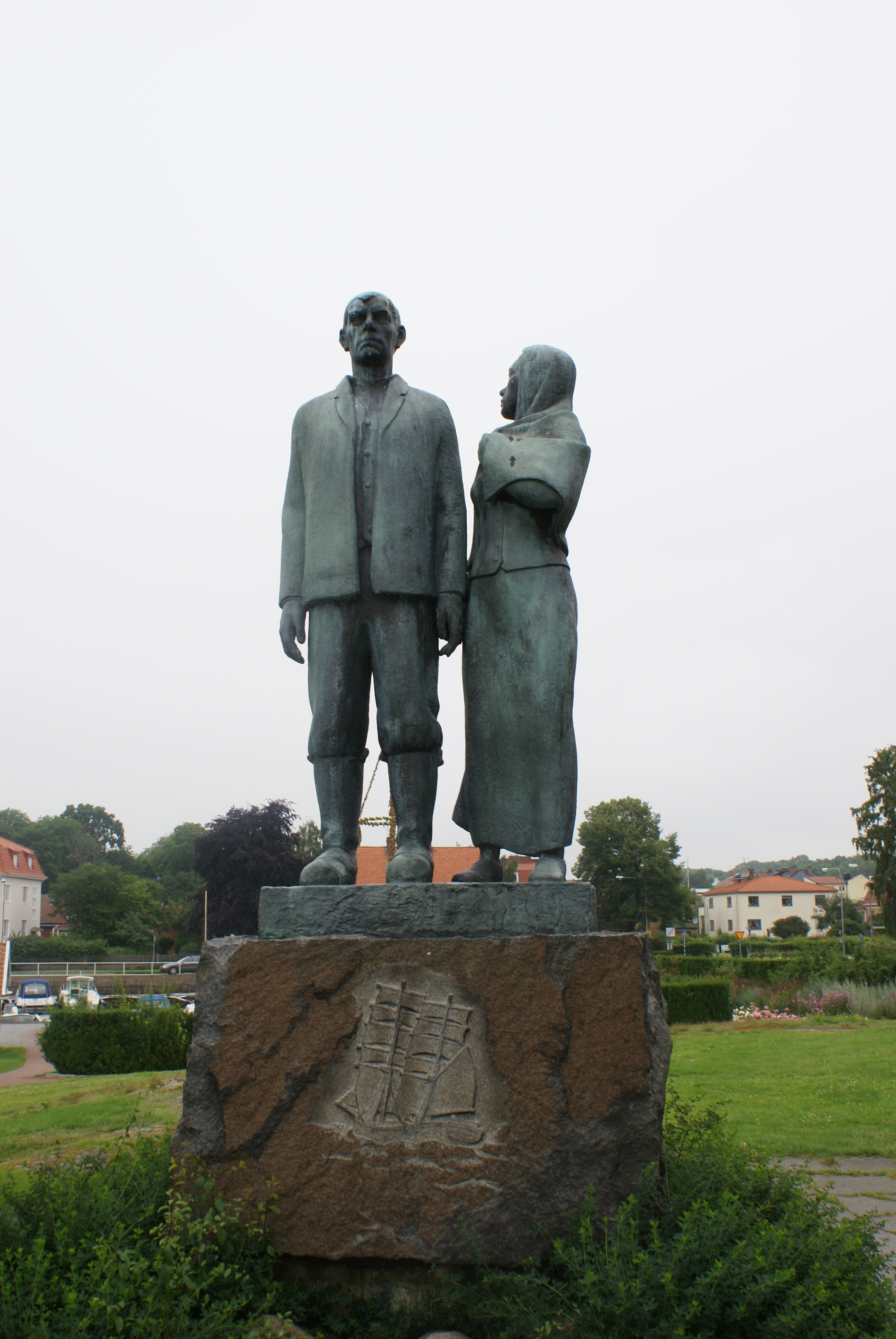
Utvandrarna.
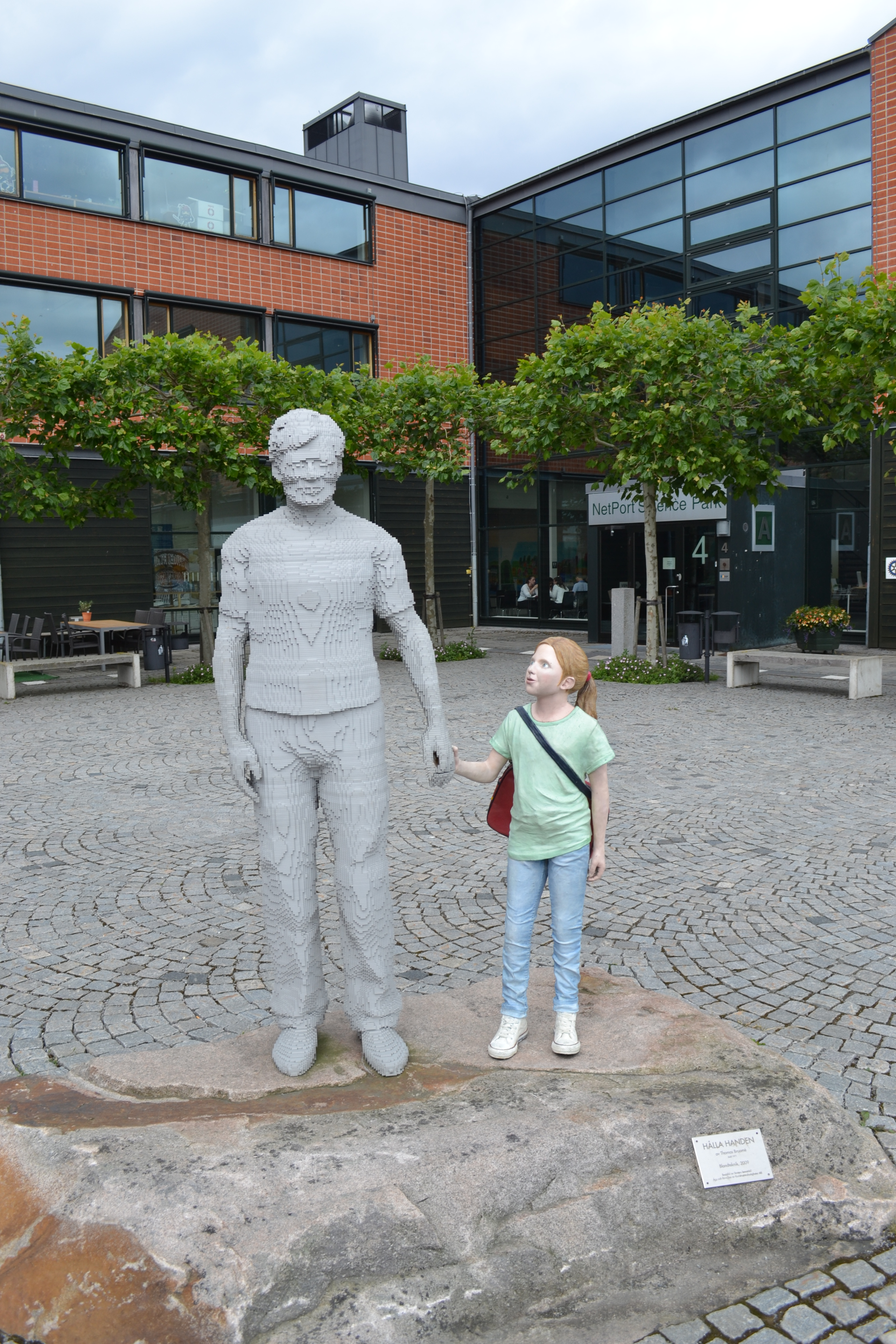
Statyn "hålla handen" av Thomas Broome.
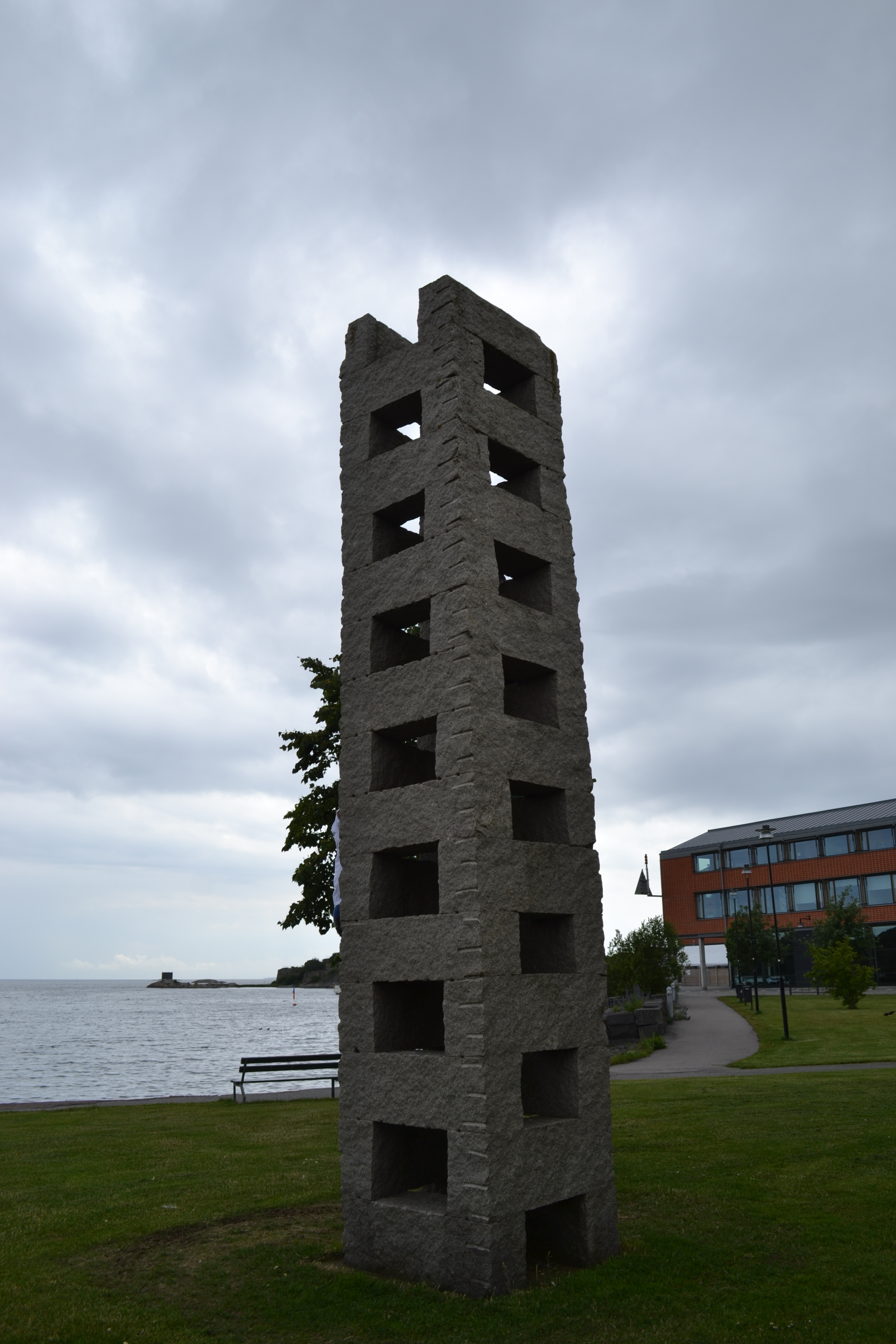
Mandala av Takashi Naraha